# Girls' Night
Pour plus de détails, voir Fiche technique et Distribution.
Girls' Night est un film britannique réalisé par Nick Hurran,  sorti en 1998.

## Fiche technique
- Réalisateur : Nick Hurran
- Scénariste : Kay Mellor
- Directeur artistique : Margaret Coombes
- Décors : Taff Batley
- Costumes : Diana Moseley
- Photographie : David Odd
- Montage  : John Richards
- Musique : Ed Shearmur
- Société de production : Granada Film Productions, Showtime Entertainment
- Producteur : Bill Boyes
- Format : Couleur (Technicolor) - 1,85:1 - 35 mm  - Son Dolby SR
- Genre : Drame
- Durée : 102 minutes
- Date de sortie : 1998

## Distribution
- Brenda Blethyn : Dawn Wilkinson
- Julie Walters : Jackie Simpson
- Jeffrey DeMunn
- Sue Cleaver : Rita
- Meera Syal : Carmen
- Margo Stanley  : Irene
- Maggie Tagney  : Anne Marie
- Fine Time Fontayne  : Ken (as Finetime Fontayne)